# 耳突卡帕藻
耳突卡帕藻（学名：Kappaphycus cottonii），一种分布于太平洋西部及印度洋等地的热带性海藻，隶属于红翎菜科卡帕藻属，在中国属于国家二级重点保护野生植物。

## 形态特征
耳突卡帕藻的藻体匍匐生长，重叠成团块状，直径可达20-25厘米。藻体颜色因生长的潮带、阶段而异，一般为紫红色或稍带黄色。藻体背腹明显，分枝不规则，扁圆至扁压，枝与枝有互相愈合的现象；藻体一面及边缘密密地覆盖着连生成耳状的乳突，另一面光滑无突起；肉质，干后变为硬软骨质。